# Festuca incurva
Festuca incurva (syn. Psilurus incurvus) — вид однодольних квіткових рослин з родини злакових (Poaceae).

## Опис
Однорічна рослина, 7–40 см заввишки, з мочкуватим коренем. Стебла тонкі, прямі чи колінчасто підняті, облистнені до колоса, з кількома чорнуватими вузлами. Листки ниткоподібні, 1–5 см завдовжки, 0.2–1 мм завширшки; язичок дуже короткий. Колос 3–15(20) см, не щільний, циліндричний, дуже довгий і дуже тонкий, майже ниткоподібний, звивистий чи вигнутий, при дозріванні розпадається на членики. Колоски 4–6 мм завдовжки. Колоскові луски 0.5–1.8 мм. Нижня квіткова луска вузьколанцетна, дорівнює колоску, на верхівці з прямим остюком 2.5–7 мм завдовжки. Верхня квіткова луска 3.7–4.5(5) мм, лінійно-ланцетна. Цвітіння: березень — червень. Зернівка ≈ 4 мм, голі 2n = 28.

## Поширення
Вид росте на півдні Європи, на півночі Африки, на західній і центральній Азії до Пакистану.
В Україні вид росте на сухих глинистих та кам'янистих схилах піщано-черепашниковому субстраті, вздовж доріг та біля населених пунктів — у південному Криму (від Ялти до Судака), нерідко. Відомий до Кримських Передгір'їв (ок. Севастополя). Знайдено у великій кількості в ок. м. Саки.